# Монак (Приморская Шаранта)
Мона́к (фр. Mosnac) — коммуна во Франции, находится в регионе Пуату — Шаранта. Департамент коммуны — Приморская Шаранта. Входит в состав кантона Сен-Жени-де-Сантонж. Округ коммуны — Жонзак.
Код INSEE коммуны — 17250.

## Население
Население коммуны на 2010 год составляло 480 человек.
| 1962 | 1968 | 1975 | 1982 | 1990 | 1999 | 2010 |
| ---- | ---- | ---- | ---- | ---- | ---- | ---- |
| 491  | 467  | 436  | 439  | 431  | 445  | 480  |